# راکلینووو
راکلینووو (به بلغاری: Raklinovo) یک منطقهٔ مسکونی در بلغارستان است که در آیتوس واقع شده‌است.